# 维亚方
维亚方（法語：Vuillafans，法語發音：[vɥijafɑ̃]）是法国杜省的一个市镇，位于该省西南部，属于贝桑松区。

## 地理
维亚方（47°3'55"N, 6°12'59"E）面积6.14 平方千米，位于法国勃艮第-弗朗什-孔泰大區杜省，该省份为法国东部内陆省份，北起上索恩省，西接汝拉省，东部及东南部与瑞士接壤，东北部与贝尔福地区省接壤。
与维亚方接壤的市镇（或旧市镇、城区）包括：迪尔讷、沙托维约莱福塞、埃什瓦讷、拉旺维亚方、洛村、隆日维尔、蒙热苏瓦。
维亚方的时区为UTC+01:00、UTC+02:00（夏令时）。

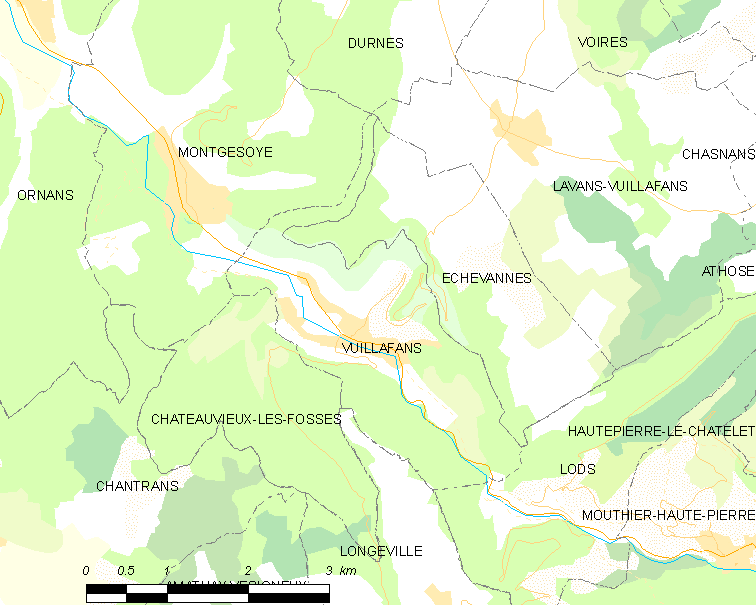
维亚方的OSM定位图

## 行政
维亚方的邮政编码为25840，INSEE市镇编码为25633。

## 政治
维亚方所属的省级选区为奥尔南县。

## 交通
杜省省道D27线和D67线在境内交汇。

## 人口

1962-2008年间维亚方人口变化图示

维亚方于2022年1月1日时的人口数量为681人。